# Ейнсворт (Небраска)
Ейнсворт (англ. Ainsworth) — місто (англ. city) в США, адміністративний центр округу Браун штату Небраска. Населення — 1616 осіб (2020).

## Географія
Ейнсворт розташоване у північній частині штату за координатами 42°32′54″ пн. ш. 99°51′27″ зх. д. / 42.54833° пн. ш. 99.85750° зх. д. (42.548434, -99.857563). Є одним з двох міст в окрузі (друге — Лонг-Пайн) і найбільшим населеним пунктом округу. Площа міста становить 2,59 км², відкритих водних просторів нема. Місто обслуговує аеропорт Ainsworth Regional Airport. З півдня та заходу місто оточує національна пам'ятка — Піщані пагорби Небраски.

## Демографія
Згідно з переписом 2010 року, у місті мешкало 1728 осіб у 804 домогосподарствах у складі 450 родин. Густота населення становила 666 осіб/км².  Було 961 помешкання (371/км²).
Расовий склад населення:
| - 97,9 % — білих - 0,3 % — корінних американців - 0,2 % — азіатів - 0,1 % — чорних або афроамериканців |

До двох чи більше рас належало 1,0 %. Частка іспаномовних становила 1,2 % від усіх жителів.
За віковим діапазоном населення розподілялося таким чином: 23,1 % — особи молодші 18 років, 52,3 % — особи у віці 18—64 років, 24,6 % — особи у віці 65 років та старші. Медіана віку мешканця становила 46,2 року. На 100 осіб жіночої статі у місті припадало 88,0 чоловіків;  на 100 жінок у віці від 18 років та старших — 84,7 чоловіків також старших 18 років.
Середній дохід на одне домашнє господарство  становив 47 132 долари США (медіана — 33 177), а середній дохід на одну сім'ю — 54 517 доларів (медіана — 46 131). За межею бідності перебувало 18,8 % осіб, у тому числі 21,5 % дітей у віці до 18 років та 5,9 % осіб у віці 65 років та старших.
Цивільне працевлаштоване населення становило 822 особи. Основні галузі зайнятості: освіта, охорона здоров'я та соціальна допомога — 23,6 %, мистецтво, розваги та відпочинок — 13,6 %, роздрібна торгівля — 12,0 %.